# Anne Farquhar
Anne Farquhar (verheiratete Finch; * 8. Oktober 1948) ist eine ehemalige britische Speerwerferin.
Bei den British Commonwealth Games 1970 in Edinburgh gewann sie für England startend Silber mit ihrer persönlichen Bestleistung von 50,82 m.
1978 wurde sie Englische Meisterin.